# Xata
Xata (àrab: شطا, Xaṭā) és un llogarret d'Egipte que a l'edat mitjana fou una coneguda ciutat, propera a Damiata, a la costa occidental del llac de Tinis, actualment llac de Manzala. Ja existia abans de l'arribada dels àrabs i era seu d'un bisbat. Hauria caigut a mans dels musulmans a l'entorn del 19 de juliol del 642 (dia de la conquesta de Tinis). S'hi va instal·lar una guarnició que havia d'aturar els atacs marítims dels grecs. A l'edat mitjana fou un centre industrial actiu. Sembla que fou destruïda per raons militars per l'aiúbida al-Kàmil ibn al-Àdil vers 1227 (que també havia fet destruir Tinis). Al lloc apareix avui dia un llogaret anomenat Xaïkh Xata on hi ha una mesquita objecte de certa veneració per ser el lloc suposat de l'enterrament d'un heroi musulmà de la conquesta del segle vii mort en la conquesta de Tinis.